# 皮爾索爾 (德克薩斯州)
皮爾索爾（英語：Pearsall）是一個位於美國德克薩斯州弗里奧縣的城市。根據2010年美國人口普查，該地共人口9146人，而該地的面積約為15.41平方千米。同時該地也是弗里奧縣的縣治。

## 地理
皮爾索爾的座標為28°53′29″N 99°05′42″W / 28.89139°N 99.09500°W，而該地的平均海拔高度為193米（即633英尺）。